# Nomeação de Thurgood Marshall para a Suprema Corte dos Estados Unidos
Thurgood Marshall foi nomeado para servir como juiz associado da Suprema Corte dos Estados Unidos pelo presidente dos Estados Unidos, Lyndon B. Johnson, em 13 de junho de 1967, para preencher o cadeira deixada vaga por Tom C. Clark. De acordo com a Constituição, a nomeação estava sujeita à provação do Senado, que detém o poder determinante para confirmar ou rejeitar as nomeações para a Suprema Corte. Marshall foi confirmado pelo Senado em uma votação de 69 a 11 em 30 de agosto de 1967, tornando-se o primeiro membro afro-americano e o primeiro juiz não branco da corte.
Enquanto os senadores opositores da nomeação negaram ter sido motivados pelo racismo, muitos defensores da segregação racial se opuseram à nomeação.